# Ambasada Macedonii Północnej przy Stolicy Apostolskiej
Ambasada Republiki Macedonii Północnej przy Stolicy Apostolskiej (mac. Амбасада на Република Северна Македонија при Светата Столица) – misja dyplomatyczna Republiki Macedonii Północnej przy Stolicy Apostolskiej. Ambasada mieści się w Rzymie, w pobliżu Watykanu.